# Isla San José
Isla San José è un'isola privata dell'arcipelago delle Perle, gruppo di isole nel golfo di Panama (Oceano Pacifico). Si trova nel distretto di Balboa della provincia di Panama, della Repubblica di Panama.

## Descrizione
È la seconda isola più grande dell'arcipelago. Ha una superficie di 44 km²; si trova a 80 km di distanza dal canale di Panama e a 3 km dall'Isla del Rey. Il suo punto più alto raggiunge i 137 metri sul livello del mare.
La sua principale attività economica è il turismo incentrato sulle sue 57 spiagge e sulla vegetazione tropicale. È popolata da cervi, cinghiali, tucani e iguana.

## Storia
Un'unità dell'esercito degli Stati Uniti testò armi chimiche dal 1945 al 1947 sull'isola allora deserta, abbandonando almeno otto bombe inesplose da 500 e 1.000 libbre. Un testo militare statunitense afferma che le bombe più grandi contenevano fosgene e cloruro di cianogeno, mentre quelle più piccole contenevano gas mostarda. Altri rapporti affermano che i soldati hanno testato anche il gas nervino VX e il sarin.